# Грозден
Грозден (болг. Грозден) — село в Болгарии. Находится в Бургасской области, входит в общину Сунгурларе. Население составляет 767 человек.

## Политическая ситуация
В местном кметстве Грозден, в состав которого входит Грозден, должность кмета (старосты) исполняет Цонко Сашев Беев (Движение за права и свободы (ДПС)) по результатам выборов.
Кмет (мэр) общины Сунгурларе — Георги Стефанов Кенов (Движение за права и свободы (ДПС)) по результатам выборов.

## Известные уроженцы
- Косев, Димитр (1903—1996) — болгарский историк.